# Microsoft Intune
Microsoft Intune je služba řešící správu uživatelských bodů v prostředí cloudu vyvíjená společností Microsoft. Tato služba slouží ke sjednocené dálkové správě uživatelů v organizaci a jejich zařízení (např. mobilní telefony, stolní počítače, nebo virtuální stroje), jejichž prostřednictvím mají uživatelé přístup k datům organizace. Služba byla při prvním představení v dubnu 2010 původně pojmenována Windows Intune.

## Funkce
Microsoft Intune podporuje zařízení s operačními systémy Android, iOS/iPadOS, Linux, macOS, Windows a Chrome OS. Správa zařízení a jednotlivých funkcí je možná pomocí webového Centra pro správu, které pro programový přístup ke službě využívá rozhraní Microsoft Graph REST API.
Mezi klíčové funkce patří cloudová infrastruktura, cloudová správa mobilních zařízení (MDM), cloudová správa mobilních aplikací (MAM) a cloudová správa počítačů. Je možné spravovat jak zařízení vlastněná organizací, tak zařízení v osobním vlastnictví jejích uživatelů. Princip však stojí na izolaci organizačních dat od osobních dat uživatele, čímž služba ochraňuje jak tajné firemní informace před neoprávněným zneužitím, tak soukromí uživatelů. Nad zařízeními vlastněnými organizací mají správci plnou kontrolu, jednotlivá pravidla jsou tak aplikována centrálně a v případě ztráty či odcizení zařízení je možné data organizace odebrat. Na druhou stranu u osobních zařízení uživatelů existuje více možných řešení, jak uživatelům umožnit přístup k prostředkům organizace. V Microsoft Intune lze například nastavit nutné zásady pro využívání vícefaktorového ověřování (MFA). Všechny tyto funkce a zásady podporují myšlenku zabezpečení nulové důvěry (Zero Trust).
V rámci správy aplikací mohou administrátoři aplikace nasazovat, aktualizovat nebo odebírat, a také vytvářet zásady jejich používání uživateli. Intune má také funkce ochrany proti hrozbám, je integrován s Microsoft Defender for Endpoint. Správci proto mohou analyzovat vzniklá rizika a hrozby a reagovat na ně.

## Plány
Služba je dostupná ve třech plánech: Microsoft Intune Plán 1, Microsoft Intune Plán 2, a Microsoft Intune Suite. V základě je Intune zahrnut v předplatných Microsoft 365 E3, E5, F1 a F3; Enterprise Mobility + Security E3 a E5 a Business Premium. Zbylé plány jsou doplňky a nabízí pokročilé funkcionality, jako např. Microsoft Intune Tunnel, aktualizaci Firmware Over The Air, Microsoft Cloud PKI a další.